# José María Abril Blanco
José María Abril Blanco (Valladolid, 6 de desembre de 1970) és un exfutbolista castellanolleonès, que ocupava la posició de migcampista.

## Trajectòria
Sorgeix de les categories inferiors del Reial Valladolid. A la campanya 91/92, debuta a primera divisió en un encontre dels val·lisoletans. La temporada 1993-1994 va jugar amb la Sociedad Deportiva Ponferradina.
Després de retirar-se, ha seguit vinculat al món del futbol com a entrenador de categories inferiors del Reial Valladolid.